# Оркнейські острови
59°0′ пн. ш. 3°2′ зх. д. / 59.000° пн. ш. 3.033° зх. д.
Оркне́йські острови́ (англ. Orkney Islands, шотл. гел. Àrcaibh) — область у складі Шотландії. Розташована на півночі країни, охоплює Оркнейські острови. Адміністративний центр — Керкволл. Покровителем островів вважають Святого Конрана, єпископа Оркнейського.

## Географія

Прапор Оркнейських островів

До складу архіпелагу входять близько 20 населених та 50 зовсім невеликих островів.
Віддалені від північного узбережжя Шотландії приблизно на 16 кілометрів.
Найбільший острів — Мейнленд (Помона), 9-й за величиною прибережний острів Великої Британії.
Завдяки Гольфстриму на островах м'який клімат.
Сучасне господарство включає рибальство і фермерство, для одержання електрики використовують енергію вітру та хвиль.

## Історія

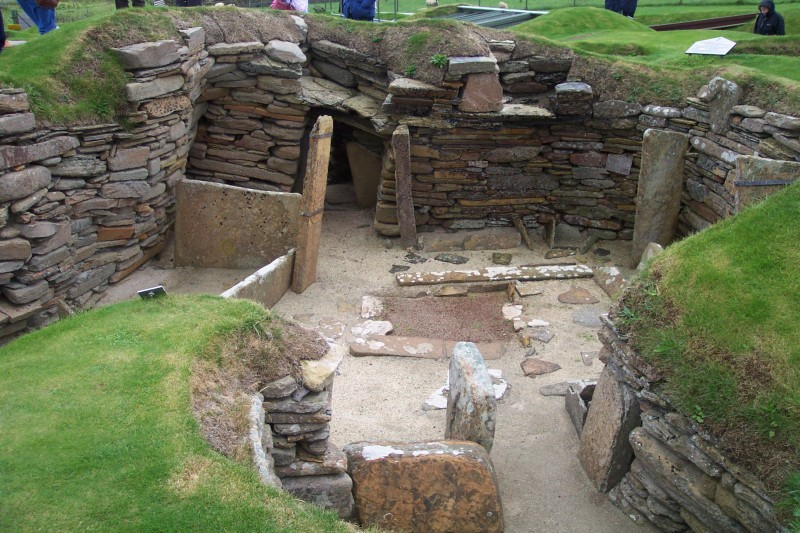
Руїни Скара-Брей епохи неоліту

Пікти оселилися в Оркні під час бронзової доби. Вони утворили самостійне володіння. Близько 558—560 років були підкорені королем піктів Бруде I. Проте протягом тривалого часу при послабленні Піктії володарі Островів повставали й здобували незалежність. Втім із середини VIII ст. опинилася під повною владою Піктії. Незабаром зазнали нападів норманів. Після поразки Еогана I, короля піктів, від норманів правителі островів знову отримують самостійність.
Гаральд I Норвезький завоював Оркнейські острови у 876. З того часу острови входили до складу графства Оркні під підданством Норвегії (до XVI століття), пізніше — Шотландії і Великої Британії. Вони були передані як посаг Маргариті Данській у 1468 і анексовані Шотландією (невиплачений посаг) у 1472.
На Оркнейських островах містяться відомі археологічні пам'ятники доби Неоліту: Гробниця орлів, Коло Бродгара, Мейсхау, Неп-оф-Хауар, Дворфі-Стейн, Скара-Брей та інші. Всі вони внесені до списку Світової спадщини ЮНЕСКО під загальною назвою пам'ятників неоліту на Оркнейських островах.
Населення зменшувалося довгий час, в останні роки збільшилося за рахунок іммігрантів.
Затока Скапа-Флоу є однією з найзручніших та найнеприступніших у світі, тому в ході Першої та Другої світових воєн і в міжвоєнний період Оркнейські острови були в центрі історичних подій.
На островах є військово-морські бази часів Першої світової війни, діє музей.

## Найбільші міста

Оглядова мапа островів

Міста з населенням понад 1 тисячу осіб:
| № | Місто     | Населення, осіб (2006) |
| - | --------- | ---------------------- |
| 1 | Керкволл  | 6 460                  |
| 2 | Стромнесс | 1 560                  |

## Відомі постаті
- Святий Магнус
- Едвін Мюїр
- Джон Рей

## Цікаві факти
- На Оркнейських островах розташована одна з найпотужніших у світі припливних електростанцій, яка здатна, використовуючи енергію морських хвиль, забезпечити електроенергією 2000 домогосподарств[3].
- На Оркнейських островах у процесі еволюції вивелася єдина на Землі порода овець, які можуть харчуватися водоростями.
- Остров'яни жартують, що в них на островах зустрічається два види зачісок: «вітер з півночі» та «вітер з півдня».
- Тут знайдені найдавніші туалети, вік яких понад 5000 років.